# Hugh Ronald Norman
Hugh Ronald Norman, britanski general, * 1905, † 1979.